# Muntanyes Mikir
Les muntanyes Mikir (Mikir Hills) és un territori muntanyós a Assam, districtes de Nowgong i Sibsagar, entre la serralada d'Assam i el Brahmaputra, però separat de les muntanyes principals per les valls del Dhansiri a l'est i del Kapili i els seus afluents a l'oest. Ocupen 5.000 km² i la seva altura oscil·la entre 300 i 600 metres encara que les muntanyes més altes arriben a entre 1.300 i 1.400 msnm. La regió està habitada pels karbis.